# Bruised Orange
Bruised Orange è un album di John Prine, pubblicato dalla Asylum Records nel luglio del 1978.

## Tracce
Lato A
1. Fish and Whistle – 3:13 (John Prine)
2. There She Goes – 3:22 (John Prine)
3. If You Don't Want My Love – 3:04 (John Prine, Phil Spector)
4. That's the Way That the World Goes 'Round – 3:19 (John Prine)
5. Bruised Orange (Chain of Sorrow) – 5:20 (John Prine)

Durata totale: 18:18
Lato B
1. Sabu Visits the Twin Cities Alone – 2:53 (John Prine)
2. Aw Heck – 2:20 (John Prine, Charles Adaway)
3. Crooked Piece of Time – 2:56 (John Prine)
4. Iron Ore Betty – 2:41 (John Prine)
5. The Hobo Song – 3:32 (John Prine)

Durata totale: 14:22

## Musicisti
Fish and Whistle
- John Prine - chitarra acustica, voce
- John Burns - chitarra elettrica
- Jim Rothermel - penny whistle
- Sid Sims - basso
- Tom Radtke - batteria, tamburello basco
- John Burns - accompagnamento vocale, coro
- Steve Goodman - accompagnamento vocale, coro
- Len Dresslar - accompagnamento vocale, coro
- Don Shelton - accompagnamento vocale, coro
- Bob Bowker - accompagnamento vocale, coro

There She Goes
- John Prine - voce
- John Burns - chitarra acustica, chitarra elettrica
- Leo LeBlanc - pedal steel guitar
- Corky Siegel - armonica
- Jim Rothermel - sassofono alto
- Sid Sims - basso
- Tom Radtke - batteria
- Steve Goodman - armonie vocali
- Len Dressler - accompagnamento vocale, coro
- Don Shelton - accompagnamento vocale, coro
- Bob Bowker - accompagnamento vocale, coro
- Bonnie Herman - accompagnamento vocale, coro

If You Don't Want My Love
- John Prine - chitarra acustica, voce
- Steve Goodman - chitarra acustica
- John Burns - chitarra elettrica
- Leo LeBlanc - pedal steel guitar
- Howard Levy - pianoforte
- Sid Sims - basso
- Tom Radtke - batteria, percussioni
- Jackson Browne - armonie vocali
- Vick Hubley - accompagnamento vocale, coro
- Bonnie Herman - accompagnamento vocale, coro
- Kitty Haywood - accompagnamento vocale, coro
- Alan Barcus - arrangiamenti strumenti a corda, conduttore musicale

That's the Way That the World Goes 'Round
- John Prine - chitarra acustica, voce
- Steve Goodman - chitarra acustica, chitarra elettrica
- John Burns - chitarra elettrica
- Jim Rothermel - sassofono tenore, recorder (spopran)
- Sid Sims - basso
- Tom Radtke - batteria
- Diane Holmes - accompagnamento vocale, coro
- Steve Goodman - accompagnamento vocale, coro

Bruised Orange (Chain of Sorrow)
- John Prine - chitarra elettrica, voce
- John Burns - chitarra acustica
- Leo LeBlanc - pedal steel guitar
- Corky Siegel - pianoforte
- Mike Utley - organo
- Jim Rothermel - sassofono soprano
- Sid Sims - basso
- Tom Radtke - batteria, percussioni
- Kitty Haywood - accompagnamento vocale, coro
- Bonnie Herman - accompagnamento vocale, coro
- Vicky Hubley - accompagnamento vocale, coro

Sabu Visits the Twin Cities Alone
- John Prine - chitarra acustica, voce
- Jim Rothermel - clarinetto
- Howard Levy - accordion
- Tom Radtke - zill
- Bonnie Koloc - armonie vocali

Aw Heck
- John Prine - chitarra acustica, voce
- John Burns - chitarre elettriche
- Bob Hoban - pianoforte
- Sid Sims - basso
- Tom Radtke - batteria, percussioni
- Len Dresslar - accompagnamento vocale, coro
- Don Shelton - accompagnamento vocale, coro
- Bob Bowker - accompagnamento vocale, coro
- Bonnie Herman - accompagnamento vocale, coro
- Steve Goodman - accompagnamento vocale, coro
- John Prine - accompagnamento vocale, coro

Crooked Piece of Time
- John Prine - chitarra acustica, voce
- John Burns - chitarra ritmica
- Steve Goodman - chitarra ritmica
- Mike Utley - pianoforte, organo
- Sid Sims - basso
- Tom Radtke - batteria, percussioni, battito delle mani (handclaps)
- Harry Waller - battito delle mani (handclaps)
- Mike Jordan - battito delle mani (handclaps)
- Steve Goodman - battito delle mani (handclaps)
- Bonnie Herman - accompagnamento vocale, coro
- Kitty Haywood - accompagnamento vocale, coro
- Bicky Hubley - accompagnamento vocale, coro

Iron Ore Betty
- John Prine - voce
- John Burns - chitarra elettrica
- Sam Bush - chitarra elettrica
- Jim Rothermel - sassofono tenore
- Corky Siegel - armonica
- Steve Rodby - basso acustico
- Tom Radtke - batteria, percussioni

The Hobo Song
- John Prine - voce
- Steve Goodman - chitarra acustica
- Jethro Burns - mandolino
- Leo LeBlanc - dobro
- Corky Siegel - armonica
- Dan Cronin (The Hobo Chorus) - accompagnamento vocale, coro
- Rambiln' Jack Elliot (The Hobo Chorus) - accompagnamento vocale, coro
- John Burns (The Hobo Chorus) - accompagnamento vocale, coro
- Bryan Bowers (The Hobo Chorus) - accompagnamento vocale, coro
- Sam Bush (The Hobo Chorus) - accompagnamento vocale, coro
- John Cowan (The Hobo Chorus) - accompagnamento vocale, coro
- Fred Holstein (The Hobo Chorus) - accompagnamento vocale, coro
- Steve Goodman (The Hobo Chorus) - accompagnamento vocale, coro
- Harry Waller (The Hobo Chorus) - accompagnamento vocale, coro
- Mike Jordan (The Hobo Chorus) - accompagnamento vocale, coro
- Tom Hanson (The Hobo Chorus) - accompagnamento vocale, coro
- Hank Neuberger (The Hobo Chorus) - accompagnamento vocale, coro
- Tom Radtke (The Hobo Chorus) - accompagnamento vocale, coro
- Jim Rothermel (The Hobo Chorus) - accompagnamento vocale, coro
- Sid Sims (The Hobo Chorus) - accompagnamento vocale, coro
- Earle Pionke (The Hobo Chorus) - accompagnamento vocale, coro
- James Talley (The Hobo Chorus) - accompagnamento vocale, coro
- Ed Holstein (The Hobo Chorus) - accompagnamento vocale, coro
- Aldo Bottalia (The Hobo Chorus) - accompagnamento vocale, coro
- Mike Urschel (The Hobo Chorus) - accompagnamento vocale, coro
- James MacNamara (The Hobo Chorus) - accompagnamento vocale, coro
- David Prine (The Hobo Chorus) - accompagnamento vocale, coro
- Al Bunetta (The Hobo Chorus) - accompagnamento vocale, coro
- Tyler Wilson (The Hobo Chorus) - accompagnamento vocale, coro
- Bob Hoban (The Hobo Chorus) - accompagnamento vocale, coro
- Jackson Browne (The Hobo Chorus) - accompagnamento vocale, coro
- Tim Messer (The Hobo Chorus) - accompagnamento vocale, coro